# Diócesis de Tapachula
La diócesis de Tapachula (en latín: Dioecesis Tapacolensis) es una circunscripción eclesiástica de la Iglesia católica en México. Se trata de una diócesis latina, sufragánea de la arquidiócesis de Tuxtla Gutiérrez. Desde el 9 de abril de 2025 su obispo es Luis Manuel López Alfaro. 

## Territorio y organización
La diócesis tiene 12 245 km² y extiende su jurisdicción sobre los fieles católicos de rito latino residentes en 27 municipios del estado de Chiapas en las regiones Istmo-Costa, Soconusco y Sierra: Tapachula, Arriaga, Tonalá, Pijijiapan, Mapastepec, Motozintla, Siltepec, Bella Vista, La Grandeza, Bejucal de Ocampo, Amatenango de la Frontera, El Porvenir, Mazapa de Madero, Escuintla, Acacoyagua, Acapetahua, Huixtla, Pueblo Nuevo, Tuzantán, Huehuetán, Mazatán, Tuxtla Chico, Cacahoatán, Frontera Hidalgo, Metapa, Suchiate y Unión Juárez.
La sede de la diócesis se encuentra en la ciudad de Tapachula de Córdova y Ordóñez (o Tapachula), en donde se halla la Catedral de San José.
En 2020 en la diócesis existían 50 parroquias agrupadas en 5 foranías: Norte, Centro, Sierra, Ciudad y Sur.

## Historia
El 19 de marzo de 1539 el papa Paulo III erigió la diócesis de Chiapas (hoy San Cristóbal de Las Casas), dentro de la cual se ubicaba el actual territorio de Tapachula. 
En 1818 Tapachula se convirtió en cabecera parroquial y el 19 de mayo de 1819 se fundó en Tapachula la iglesia de San Agustín.
La diócesis fue erigida el 19 de junio de 1957 con la bula Cum Nos in Petri del papa Pío XII, derivando el territorio de la diócesis de Chiapas (hoy diócesis de San Cristóbal de Las Casas). Originalmente fue sufragánea de la arquidiócesis de Antequera. Adolfo Hernández Hurtado fue elegido primer obispo de Tapachula el 13 de enero de 1958 por Pío XII, y recibió la ordenación episcopal el 11 de mayo de 1958 en la parroquia de San Agustín. En ese tiempo existían 8 parroquias y 9 sacerdotes. En 1961 Hurtado fundó el Seminario Menor de San José y Nuestra Señora de Guadalupe. También bajo su dirección se iniciaron los trabajos de construcción de la catedral. En el área educativa se fundó el Colegio Católico Instituto Tapachula y se apoyó la operación del Colegio Miguel Hidalgo.
El 14 de abril de 1959, con la carta apostólica Cui datum fuit, el papa Juan XXIII proclamó a san José patrono principal de la diócesis.
El 27 de octubre de 1964 cedió una porción de su territorio para la erección de la diócesis de Tuxtla Gutiérrez (hoy arquidiócesis) mediante la bula Cura illa del papa Pablo VI. Al mismo tiempo cedió algunos municipios a la diócesis de San Cristóbal de Las Casas.
El 11 de junio de 1971 Bartolomé Carrasco Briseño fue nombrado obispo. La diócesis contaba en ese momento con 34 sacerdotes. En 1971 presentó el nuevo Plan Diocesano de Pastoral y en 1973 inició la experiencia de la Escuela de la Cruz en la diócesis. Le sucedió Juvenal Porcayo Uribe, quien en julio de 1981 presentó un nuevo Plan Diocesano de Pastoral. En este período se delimitaron las foranías y continuó las obras de la construcción de catedral. Fundó en 1982 la Comisión Diocesana de Ayuda Inmigrantes Fronterizos (CODAIF). Le sucedió Luis Miguel Cantón Marín, quien impulsó el Plan Diocesano de Pastoral 1985-1988 y presentó un nuevo Plan Diocesano de Pastoral de 1988-1999. Construyó la Casa de la Iglesia y continuó la construcción de la Catedral de San José y la Casa del Obispo.
Felipe Arizmendi Esquivel fue nombrado obispo el 7 de febrero de 1991. En su período se iniciaron los estudios teológicos del Seminario Mayor en Tapachula. Apoyó a la diócesis de San Cristóbal de Las Casas con motivo del conflicto de 1994. 
El 9 de junio de 2005 fue nombrado obispo Leopoldo González González. En su administración se celebraron los primeros 50 años de la fundación de la diócesis de Tapachula, en esa ocasión se elevó a santuario diocesano, por decreto del papa Benedicto XVI, a la parroquia de la Inmaculada Concepción. En esa misma ocasión se nombró a la Virgen Margarita Concepción, reina de la diócesis de Tapachula. El 15 de febrero de 2009 se concluyeron los trabajos de construcción y remodelación de la Catedral de San José. La consagración de la catedral se efectuó el 19 de marzo de 2009.
El 25 de noviembre de 2006 pasó a formar parte de la provincia eclesiástica de Chiapas, como sufragánea de la arquidiócesis de Tuxtla Gutiérrez.

## Estadísticas
Según el Anuario Pontificio 2021 la diócesis tenía a fines de 2020 un total de 756 343 fieles bautizados.
| Año                                                                             | Población            | Población | Población      | Sacerdotes | Sacerdotes    | Sacerdotes    | Bautizados por sacerdote | Diáconos permanentes | Religiosos | Religiosos | Parroquias |
| Año                                                                             | Bautizados católicos | Total     | % de católicos | Total      | Clero secular | Clero regular | Bautizados por sacerdote | Diáconos permanentes | Varones    | Mujeres    | Parroquias |
| ------------------------------------------------------------------------------- | -------------------- | --------- | -------------- | ---------- | ------------- | ------------- | ------------------------ | -------------------- | ---------- | ---------- | ---------- |
| 1966                                                                            | 375 553              | 390 553   | 96.2           | 22         | 17            | 5             | 17 070                   |                      | 11         | 50         | 10         |
| 1968                                                                            | 375 553              | 390 553   | 96.2           | 25         | 21            | 4             | 15 022                   |                      | 12         | 50         | 8          |
| 1976                                                                            | 416 000              | 520 000   | 80.0           | 41         | 37            | 4             | 10 146                   |                      | 4          | 76         | 18         |
| 1980                                                                            | 479 000              | 589 000   | 81.3           | 36         | 32            | 4             | 13 305                   |                      | 4          | 82         | 23         |
| 1990                                                                            | 823 036              | 930 451   | 88.5           | 50         | 48            | 2             | 16 460                   |                      | 2          | 112        | 32         |
| 1999                                                                            | 1 058 494            | 1 202 388 | 88.0           | 79         | 70            | 9             | 13 398                   |                      | 9          | 106        | 38         |
| 2000                                                                            | 1 093 198            | 1 238 459 | 88.3           | 70         | 61            | 9             | 15 617                   |                      | 9          | 106        | 38         |
| 2001                                                                            | 1 125 450            | 1 270 459 | 88.6           | 78         | 69            | 9             | 14 428                   |                      | 9          | 110        | 38         |
| 2002                                                                            | 1 271 750            | 1 325 416 | 96.0           | 70         | 62            | 8             | 18 167                   |                      | 8          | 112        | 38         |
| 2003                                                                            | 1 350 180            | 1 435 120 | 94.1           | 79         | 71            | 8             | 17 090                   |                      | 8          | 109        | 41         |
| 2004                                                                            | 1 365 230            | 1 524 120 | 89.6           | 83         | 75            | 8             | 16 448                   |                      | 8          | 103        | 41         |
| 2010                                                                            | 1 498 000            | 1 714 000 | 87.4           | 97         | 89            | 8             | 15 443                   |                      | 8          | 134        | 42         |
| 2014                                                                            | 1 488 000            | 1 773 000 | 83.9           | 101        | 90            | 11            | 14 732                   |                      | 11         | 131        | 47         |
| 2017                                                                            | 853 600              | 1 260 700 | 67.7           | 106        | 98            | 8             | 8052                     |                      | 8          | 130        | 53         |
| 2020                                                                            | 756 343              | 2 986 657 | 25.3           | 114        | 106           | 8             | 6634                     |                      | 8          | 150        | 50         |
| Fuente: Catholic-Hierarchy, que a su vez toma los datos del Anuario Pontificio. |                      |           |                |            |               |               |                          |                      |            |            |            |

## Episcopologio
- Adolfo Hernández Hurtado † (13 de enero de 1958-6 de septiembre de 1970 nombrado obispo de Zamora)
- Bartolomé Carrasco Briseño † (11 de junio de 1971-11 de junio de 1976 nombrado arzobispo de Antequera)
- Juvenal Porcayo Uribe † (3 de julio de 1976-30 de junio de 1983 falleció)
- Luis Miguel Cantón Marín † (30 de marzo de 1984-10 de mayo de 1990 falleció)
- Felipe Arizmendi Esquivel (7 de febrero de 1991-31 de marzo de 2000 nombrado obispo de San Cristóbal de Las Casas)
- Rogelio Cabrera López (16 de julio de 2001-11 de septiembre de 2004 nombrado obispo de Tuxtla Gutiérrez)
- Leopoldo González González (9 de junio de 2005-30 de junio de 2017 nombrado arzobispo de Acapulco)
- Jaime Calderón Calderón, (7 de julio de 2018-4 de julio de 2024 nombrado arzobispo de León)
- Luis Manuel López Alfaro, desde el 9 de abril de 2025.